# Pianosa
Pianosa (italsky: Isola di Pianosa) je ostrov ve Středozemním moři mezi Apeninským poloostrovem a Korsikou. Je součástí Toskánských ostrovů.

## Pianosa v literatuře
Americký spisovatel Joseph Heller, autor románu Hlava XXII, zasadil na Pianosu základnu bombardovací perutě armádního letectva Spojených států a zároveň i děj své knihy.